# Liste der Kulturgüter in Dänikon
Die Liste der Kulturgüter in Dänikon enthält alle Objekte in der Gemeinde Dänikon im Kanton Zürich, die gemäss der Haager Konvention zum Schutz von Kulturgut bei bewaffneten Konflikten, dem Bundesgesetz vom 20. Juni 2014 über den Schutz der Kulturgüter bei bewaffneten Konflikten sowie der Verordnung vom 29. Oktober 2014 über den Schutz der Kulturgüter bei bewaffneten Konflikten unter Schutz stehen.
Es sind weder Objekte der Kategorie A, noch Objekte der Kategorie B im Gemeindegebiet ausgewiesen, Objekte der Kategorie C fehlen zurzeit (Stand: 1. Januar 2021). Unter übrige Baudenkmäler sind weitere geschützte Objekte zu finden, die im Verzeichnis der Objekte von überkommunaler Bedeutung der kantonalen Denkmalpflege zu finden und nicht bereits in der Liste der Kulturgüter enthalten sind.

## Übrige Baudenkmäler
| ID       | Foto |                 | Objekt                           | Kat.   | Typ | Standort                  | Beschreibung |
| -------- | ---- | --------------- | -------------------------------- | ------ | --- | ------------------------- | ------------ |
| 08500090 |      | Datei hochladen | Primarschulhaus Rotfluh 1        | B reg. | G   | Rotflue 1 672206 / 255600 |              |
| 08500137 |      | Datei hochladen | Primarschulhaus Rotfluh 2        | B reg. | G   | Rotflue 2 672214 / 255641 |              |
| 08500137 |      | Datei hochladen | Turnhalle Primarschule Rotfluh   | B reg. | G   | Rotflue 2 672249 / 255657 |              |
| 08500137 |      | Datei hochladen | Abwartshaus Primarschule Rotfluh | B reg. | G   | Rotflue 2 672214 / 255630 |              |
| 08500388 |      | Datei hochladen | Primarschulhaus Rotfluh 3        | B reg. | G   | Rotflue 3 672254 / 255617 |              |

Hinweise zur Legende in dieser Liste:
- Anstelle der KGS-Nummer wird als Objekt-Identifikator (ID) die Inventarnummer im Verzeichnis der Objekte von überkommunaler Bedeutung des kantonalen Denkmalschutzamtes verwendet.
- Bei den Kategorien wird wie folgt unterschieden: B kant. = Objekt von kantonaler Bedeutung (Kanton Zürich); B reg. = Objekt von regionaler Bedeutung (Kanton Zürich)